# Dan III di Valacchia
Dan III di Valacchia (... – 1460), figlio di Dan II di Valacchia della stirpe dei Dăneștii, fu voivoda di Valacchia dal 1457 al 1460. Contese il trono di Valacchia a Vlad l'Impalatore.
Nel 1457 Dan si fece nominare voivoda nella cattedrale ortodossa di Brașov, usurpando formalmente il titolo dell'Impalatore e prendendo corte in un accampamento sulla collina di Timpa, presso la città. Nel 1458 la contesa tra il Dănești ed il Drăculești venne interrotta dalle mediazioni di Mihály Szilágyi, governatore ungherese della Transilvania. Il conflitto si riaccese nel 1459: Dan fu costretto alla fuga, mentre Vlad, dopo aver devastato i sobborghi di Brașov, impalava diversi seguaci dell'avversario sulla collina di Timpa. Nel 1460 Dan conquistò le fortezze di Brașov e Făgăraș, poi affrontò l'Impalatore sul campo di Rucăr.
Sconfitto dall'esercito di Vlad III, Dan III fu costretto a scavare la propria tomba per poi essere decapitato, vuole la leggenda, da Dracula in persona.